# Günther Baumgärtel
Günther Baumgärtel (Hagen, 1929. május 2. – 2007. július 19.) német nemzetközi labdarúgó-játékvezető. Polgári foglalkozása üzletember.

## Pályafutása

### Nemzeti játékvezetés
A játékvezetésből 1948-ban vizsgázott. Ellenőreinek, sportvezetőinek javaslatára viszonylag gyorsan 1953-ban már a Bundesliga. A Bundesliga bevezetése óta az egyik legfoglalkoztatottabb játékvezető. A nemzeti aktív pályafutását 1967-ben felfüggesztették. Bundesliga mérkőzéseinek száma: 34.

### Nemzetközi játékvezetés
A Német labdarúgó-szövetség (DFB) Játékvezető Bizottsága (JB) 1961-ben terjesztette fel nemzetközi játékvezetőnek, a Nemzetközi Labdarúgó-szövetség (FIFA) bíróinak keretébe. A FIFA JB központi nyelvei közül a németet beszéli. Több nemzetek közötti válogatott és klubmérkőzést vezetett, vagy működő társának partbíróként segített. Az aktív nemzetközi pályafutását 1967-ben befejezte. Interkontinentális nemzetek közötti válogatott mérkőzéseinek száma 17, európai nemzetek közötti válogatott mérkőzéseinek száma 37. Válogatott mérkőzéseinek száma: 54

## Sportvezetőként
Egyesületét a Hagent SSV-t - amelynek 1973-tól vezérigazgatója -  átszervezés indokával kitették a nyugati körzeti bajnokságból, és más csoportba osztották be. A szövetségnél bírálta az intézkedést, ami miatt figyelmeztetésbe részesült, az egyik helyi lapban a nyilvánosság útján további bírálatokkal élt, amiért a szövetség felfüggesztette játékvezetői tevékenységét. Pályafutását követően sportvezetői tevékenysége mellett a DFB játékvezetőinek oktatásával foglalkozott.

## Külső hivatkozások
- Günther Baumgärtel. World Referee. [2011. szeptember 21-i dátummal az eredetiből archiválva]. (Hozzáférés: 2011. július 10.)
- Günther Baumgärtel. zerozerofootball.com. (Hozzáférés: 2011. július 10.)[halott link]
- Günther Baumgärtel. footballdatabase.eu. (Hozzáférés: 2011. július 10.)